# Erannis subalpinaria
Erannis subalpinaria är en fjärilsart som beskrevs av Franz Dannehl 1927. Erannis subalpinaria ingår i släktet Erannis och familjen mätare. Inga underarter finns listade i Catalogue of Life.